# إعادة إنتاج (اقتصاد)
في الاقتصاد الماركسي، يشير مصطلح إعادة الإنتاج الاقتصادي إلى عمليات متكررة (أو دورية). ينظر ميشيل أغليتا إلى إعادة الإنتاج الاقتصادي باعتباره العملية التي يتم من خلالها إعادة خلق الشروط الأولية اللازمة لحدوث النشاط الاقتصادي. نظر ماركس إلى إعادة الإنتاج على أنه العملية التي أعاد المجتمع من خلالها خلق نفسه، ماديًا واجتماعيًا.
تتضمن إعادة الإنتاج الاقتصادي:
- الإنتاج المادي وتوزيع السلع والخدمات.
- تداول السلع والخدمات (التداول عن طريق التبادل والمعاملات).
- استهلاك السلع والخدمات (استهلاك منتِج أو استهلاك نهائي).
- إعادة إنتاج العلاقات الاجتماعية الطوعية وغير الطوعية، التي تنطوي على المنافسة والتعاون (بما في ذلك العلاقات الاجتماعية للتسلسل الطبقي).

طوّر كارل ماركس رؤى كويزناي الأصلية لتشكيل تداول رأس المال وتداول المال والسلع في المجلد الثاني من  كتابه «رأس المال» لتوضيح كيف يمكن أن تحدث عملية إعادة الإنتاج، التي يجب أن تتم في أي نوع من أنواع المجتمع، في المجتمع الرأسمالي عبر تداول رأس المال.
يميز ماركس بين «إعادة الإنتاج البسيطة» و «إعادة الإنتاج الموسع (أو المضخم)». لا يحدث نمو اقتصادي في الحالة الأولى، أما في الثانية، فيُنتَج أكثر مما هو مطلوب للحفاظ على الاقتصاد عند مستوى معين، ما يجعل النمو الاقتصادي ممكنًا. الفرق في نمط الإنتاج الرأسمالي، أنه في الحالة الأولى، ينفق صاحب العمل القيمة الفائضة الجديدة على الاستهلاك، في حين أنه يعيد استثمار جزء منه في الإنتاج في الحالة الثانية.
يشير إرنست ماندل أيضًا في نظريته الماركسية الاقتصادية المكونة من مجلدين إلى إعادة الإنتاج الانكماشية، ما يعني الإنتاج على نطاق أصغر في كل مرة، وفي هذه الحالة، تفوق نسبة الأعمال الخاسرة تلك النامية أو تلك التي تحقق أرباحًا (على سبيل المثال في فترات الحروب أو الكساد أو الكوارث). تستمر إعادة الإنتاج في هذه الحالة، لكن معدلات الاستثمار والتوظيف والإنتاج تنخفض فينخفض معها الدخل القومي. إذا أخذنا فترة الكساد الكبير في ثلاثينات القرن الماضي مثالًا، نجد أن نحو ربع العمال أصبحوا عاطلين عن العمل، وخلال الركود الناتج عن أزمة عامي 2008 – 2009، زاد عدد العاطلين عن العمل 30 مليون شخصًا (وهو عدد يساوي تقريبًا إجمالي القوى العاملة في فرنسا أو بريطانيا).

## المقاربة النظرية
إذا أخذناها مقاربة لدراسة النشاط الاقتصادي، نجد أن إعادة الإنتاج الاقتصادي تتناقض مع اقتصاديات التوازن، لأن إعادة الإنتاج الاقتصادي لا تهتم بالإحصاءات أو بكيفية انجذاب التنمية الاقتصادية نحو التوازن، إنما تهتم بالديناميكيات، أي بحركة الاقتصاد، ولا تهتم بالتوافق التام بين العرض والطلب في ظل الظروف المثالية إنما بنسب مختلف الأنشطة أو القطاعات الاقتصادية اللازمة في أي اقتصاد حقيقي ليتمكن النشاط الاقتصادي من الاستمرار والنمو. تهتم إعادة الإنتاج الاقتصادي بكل الشروط لذلك (الاستمرار والنمو)، حتى الشروط الاجتماعية والفنية اللازمة للعملية الاقتصادية. لا تفترض إعادة الإنتاج الاقتصادي أن المجتمع يحافظ على توازنه من خلال آليات السوق.
طور فاسيلي ليونتيف فكرة ماركس بشكل أكبر في اقتصاديات المدخلات والمخرجات، لكن الفرق بين الرجلين يبقى كبيرًا. من خلال التعامل مع الربح الإجمالي على أنه «مدخل عامل» و«مخرج عامل» في نفس الوقت، نجد أن القيم الإجمالية للمدخلات والمخرجات في نموذج ليونتيف دائمًا ما تكون متساوية تمامًا. أما في نموذج ماركس، فالمخرجات في الفترة المحاسبية دائمًا ما تكون أعلى قيمة من المدخلات. هذا هو هدف الرأسماليين بحسب كارل ماركس: إنتاج منتج يباع بقيمة أعلى من مجموع تكاليف المدخلات، وبالتالي جني الأرباح. الربح في نظرية ماركس ليس «مدخلًا» (ليس جزءًا من رأس المال)، لكنه نتيجة تجارية، أو عائد رأس المال على الاستثمار.
يرى كارل ماركس أن لإعادة الإنتاج الاقتصادي في أي مجتمع خمس سمات رئيسية:
- إنتاج منتجات قابلة لإعادة الإنتاج (سلع أو خدمات) لاستبدال الأصول المادية للمجتمع أو الحفاظ عليها أو الإضافة إليها.
- الحفاظ ماديًا على السكان العاملين والمعتمدين عليهم ومعاليهم من خلال الاستهلاك المنزلي.[8]
- تكاثر ونمو إجمالي السكان، بما في ذلك الإنجاب وتربية الأطفال.[9]
- إعادة إنتاج العلاقات الاجتماعية وإنفاذها والمحافظة عليها، وخاصة علاقات الإنتاج التي تميز الهيكلية الاجتماعية وحقوق الملكية.[10]
- الحفاظ على علاقات التجارة والتوزيع وإعادة إنتاجها.

ما  يميز المجتمع الرأسمالي هو أن عمليات إعادة الإنتاج هذه تتم في المقام الأول من خلال التجار عبر السوق (بواسطة السوق). تصبح إعادة الإنتاج على نطاق أوسع مشروطة بجني الأموال، وهذا يعني أن هذه العمليات تميل إلى إعادة التنظيم بشكل متزايد لجعلها تتماشى مع متطلبات تراكم رأس المال.
حجة ماركس هي أنه إذا أنتج العاملون بأجر قيمة إنتاج تعادل تكلفة عملهم إضافة إلى قيمة فائضة (أو ربح إجمالي) يستولي عليه الرأسماليون، فإنهم ينجزون العديد من العمليات في نفس الوقت. جزء من دور الدولة هنا هو تأمين تلك الشروط العامة (الجماعية) لإعادة إنتاج المجتمع والحفاظ عليه، وهو ما لا يمكن للشركات أو الافراد تحقيقه بمفردهم لسبب أو لآخر. من المحتمل أن يضيف علماء البيئة في زماننا هذا الإدارة الجيدة للبيئة شرطًا لإعادة الإنتاج. لا يمكن أن تحدث التنمية المستدامة إذا استُفيد من البيئة الطبيعية ومن مواردها دون تعويض ما يُستهلك في هذه العملية. يمكن اعتبار إعادة تدوير النفايات جزءًا ضروريًا ومتكاملاً من عملية إعادة الإنتاج في المجتمع.
كل من هذه الميزات الست هي موضوع الكثير من الجدل السياسي في المجتمع. تختلف الآراء حول أهميتها النسبية وتأثيراتها على بعضها البعض. غالبًا ما يهتم الاقتصاديون ورجال الأعمال بالآثار الاقتصادية في المقام الأول، لكن المفكرين والعمال الآخرين أكثر اهتمامًا على الأرجح بالآثار غير الاقتصادية على صحة وأمن ورفاهية المواطنين. من هنا تضع الحكومات سياسات اقتصادية وسياسات اجتماعية وسياسات سكانية وسياسات بيئية وما إلى ذلك.

## إعادة إنتاج القوى العاملة
يمكن أن يشير مصطلح إعادة الإنتاج إلى إعادة إنتاج العامل لقوته العاملة بشكل يومي. تتضمن هذه العملية عمليات يومية من تحضير الطعام والغسيل وما إلى ذلك، عمليات تحافظ على العامل وقدرته على العمل. منذ القرن السادس عشر تقريبًا، أصبح الكثير من أعمال المنزل مسؤولية المرأة، وجرى ذلك التحول من خلال تطورات مختلفة بدأتها المؤسسات القوية في الفترة الانتقالية من الإقطاعية إلى الرأسمالية. إضافة إلى تدهور دور المرأة اجتماعيًا في تلك الفترة انخفضت قيمة العمل. كما لاحظت سيلفيا فيديريسي، «في النظام النقدي الجديد، فقط الإنتاج للسوق يُعرّف على أنه نشاط يخلق القيمة، في حين بدأ إنتاج العامل يعتبر عديم القيمة من وجهة نظر اقتصادية، حتى أنه ما عاد يُعتبر عملًا». لهذا السبب تعتبر إعادة الإنتاج ذات أهمية خاصة في اقتصاد النسوي. على سبيل المثال، أفيد عام 1988 أن العمل المأجور الذي يقوم به كل من الرجال والنساء خارج المنزل في ألمانيا الغربية بلغ 55000 مليون ساعة في السنة، كسبوا منه ما مجموعه 335 مليار دولار. لكن الأعمال المنزلية التي تقوم بها النساء داخل المنزل بلغت 53.000 مليون ساعة في السنة، وهو ما لم يكسبهن أي راتب على الإطلاق.
اقترح أحد المخترعين الرئيسين للحسابات القومية الحديثة، سايمون كوزنتس، أن قيمة العمالة المنزلية يجب أن تُقدَّر كمقياس، لكن مقترحه رُفض.